# 冲浪行动
冲浪行动（俄语：операция «Прибой»，Operation Coastal Surf或Operation Priboi），是發生於1949年3月25-28日蘇聯大規模驅逐被佔領波羅的海國家人口的行動。大約90000個立陶宛人，愛沙尼亞人和拉脫維亞人被打成阶级敌人被驅逐到蘇聯不適宜居住的地區。這是由蘇聯在冷戰時期所設計最複雜的驅逐行動之一。
雖然這次行動被描繪成去富農化，旨在促進農村家庭的農業集體化，但真正原因是消除反對蘇聯佔領的人士如森林兄弟活動的支持基礎，所以這次行動是針對當地民族主義人士。驅逐履行了它的用途：在幾個星期內廣大農村家庭接受集體化和組織成集體農莊，他們的財產也被充公。
由於蘇聯當局的預謀和突然行動，他們被驅逐到西伯利亞後因沒合適的衣服和住房造成高死亡率，這些驅逐被視為種族滅絕行為。而被驅逐者在他們抵達時被要求簽署一份文件，宣佈他們是特殊移民，沒有返回家園的權利，如試圖逃走會處以二十年的苦役，也不允許離開指定區域，被要求每月一次向當地蘇聯內務部指揮官報到。
1956年苏共二十大后，赫鲁晓夫开展去斯大林化运动，被驱逐到西伯利亚的爱沙尼亚人、拉脱维亚人和立陶宛人被允许返回故乡，但部分被驱逐者的后代至今仍居住在西伯利亚。
根據馬爾頓條款和紐倫堡憲章的原則，歐洲人權法院在2009年3月認為驅逐波羅的海國家居民構成危害人類罪。